# Gert Heinrich Wollheim
Gert Heinrich Wollheim, né le 11 septembre 1894 à Loschwitz et mort le 22 avril 1974 à New York est un peintre expressionniste américain d’origine allemande. Il était le compagnon de Tatiana Barbakoff.

## Biographie
Wollheim a étudié à l'École des beaux-arts de Weimar de 1911 à 1913.
Il a fait la Première Guerre mondiale de 1914 à 1917 quand il a été blessé à l’estomac. Cette expérience où il a failli laisser la vie a marqué l’inspiration de son œuvre[réf. nécessaire].
Après la guerre, il a vécu à Berlin jusqu’en 1919 puis déménage à Düsseldorf fin 1919.
En 1937, ses œuvres ont été présentées dans l'exposition d'« art dégénéré » organisé par le gouvernement national-socialiste et beaucoup ont été détruites.
Réfugié en France, il s’est enfui à Sarrebruck, puis en Suisse. Arrêté en 1939, il a été et détenu dans un camp de travail jusqu’à son évasion en 1942, après quoi il s’est caché dans les Pyrénées.
Rentré en France en 1945 à la fin de la guerre, il s’est installé en 1947 à New York où il est devenu citoyen américain.